# Mamaroneck
Mamaroneck is een town (gemeente) in de Amerikaanse staat New York, en valt bestuurlijk onder Westchester County. Het werd in 1788 gesticht en bevat het gelijknamige dorp Mamaroneck en Larchmont. Het ligt ongeveer 27 km ten noordoosten van Midtown Manhattan.

## Geschiedenis
In 1661 kocht John Richbell van de Siwanoy inheemsen het gebied ten oosten van de Mamaroneckrivier tot de Stoneyrivier. De oorsprong en betekenis van de naam is onduidelijk. In 1788 werd de gemeente gesticht. In 1790 werd het gebied bewoond door 452 inwoners waarvan 57 slaven waren. Tijdens de Oorlog van 1812 werd het dorp gebombardeerd door de Royal Navy. In 1848 werd een station gebouwd in Mamaroneck aan de New Haven Line. Het huidige station dateert uit 1888.
In de jaren 1920 was Mamaroneck een belangrijk centrum van de filmindustrie. In 1919 werd een voormalig spoorweghotel omgebouwd tot de filmstudio van D.W. Griffith. Het studiocomplex werd gebruikt door filmsterren als Mary Pickford, Douglas Fairbanks en Charlie Chaplin.
In 1923 werd de Winged Foot Golf Club opgericht in Mamaroneck en wordt door veel grote toernooien als de US Open gebruikt.
Nathan T. Seely was een timmerman die tijdens de crisis van de jaren 1930 failliet was gegaan. In 1932 kreeg hij van Panfilo Santangelo, zijn buurman, een stukje grond van 3,8 meter breed. Met restmateriaal bouwde Seely een huis van drie verdiepingen en een kelder voor zijn gezin. Het huis werd bekend als Skinny House. In 2015 kreeg Skinny House een monumentenstatus.

## Demografie
In 2020 telde Mamaroneck 31.758 inwoners waarvan 20.151 in het gelijknamige dorp woonden, en 6.630 in Larchmont. 64,1% van de bevolking is blank; 4,0% is Aziatisch; 4,8% is Afro-Amerikaans en 25,2% is Hispanic ongeacht ras of etnische groepering. In 2019 was het gemiddelde gezinsinkomen US$107.739, en ligt fors boven het gemiddelde van de New York ($72.108).

## Bekende inwoners
- Jack Leonard (1940-2013), diplomaat, en ambassadeur in Suriname (1991-1993)
- Timothy Geithner (1961), bankier en minister van Financiën (2009-2013)[13]
- Matt Dillon (1964), acteur
- Kevin Dillon (1965), acteur
- Terry Phelps (1966), tennisspeelster
- Ariel Levy (1974), schrijfster, feministe en redactrice
- Emily Wickersham (1984), actrice[14]

## Galerij

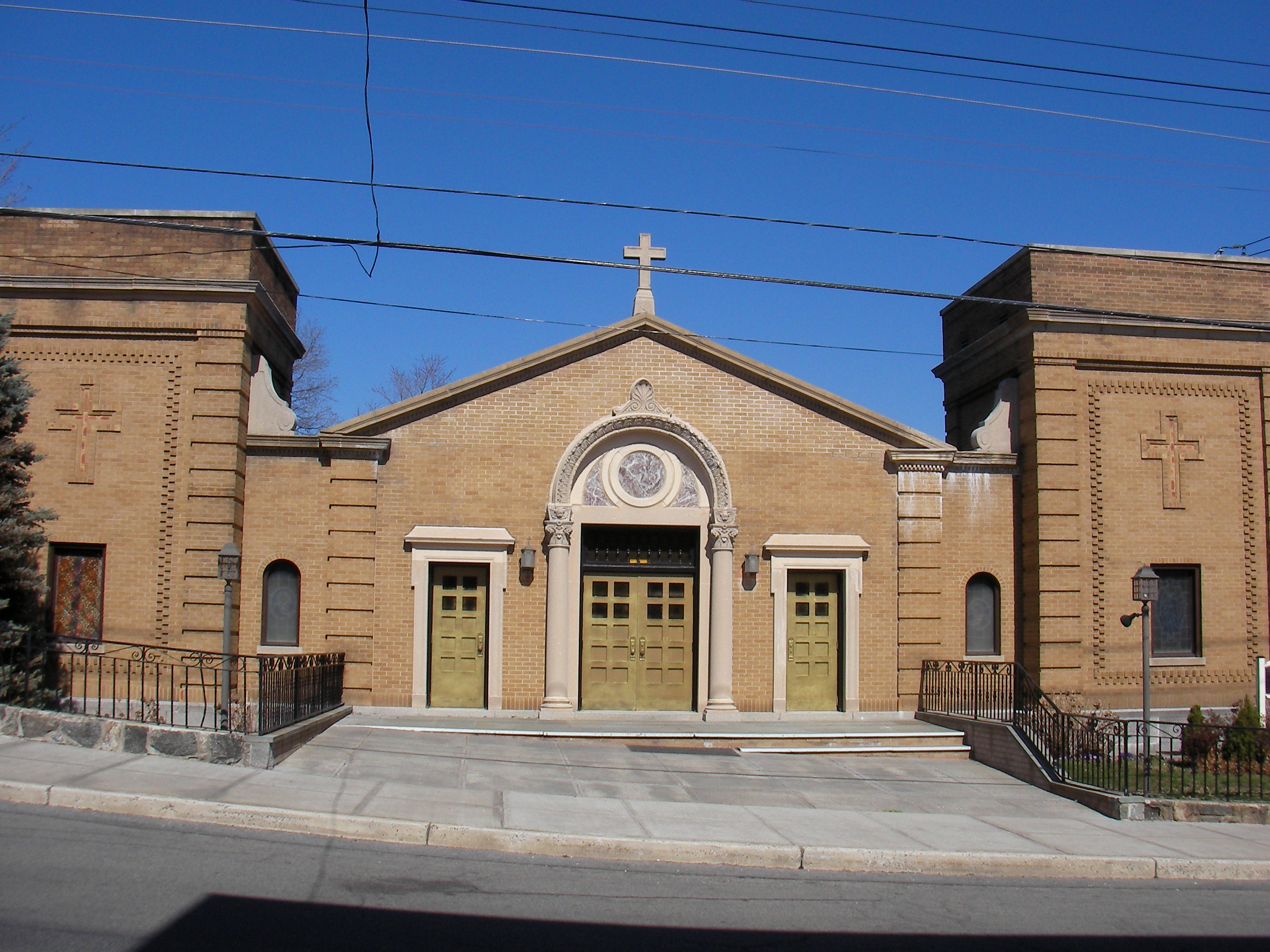
St Vito's Church
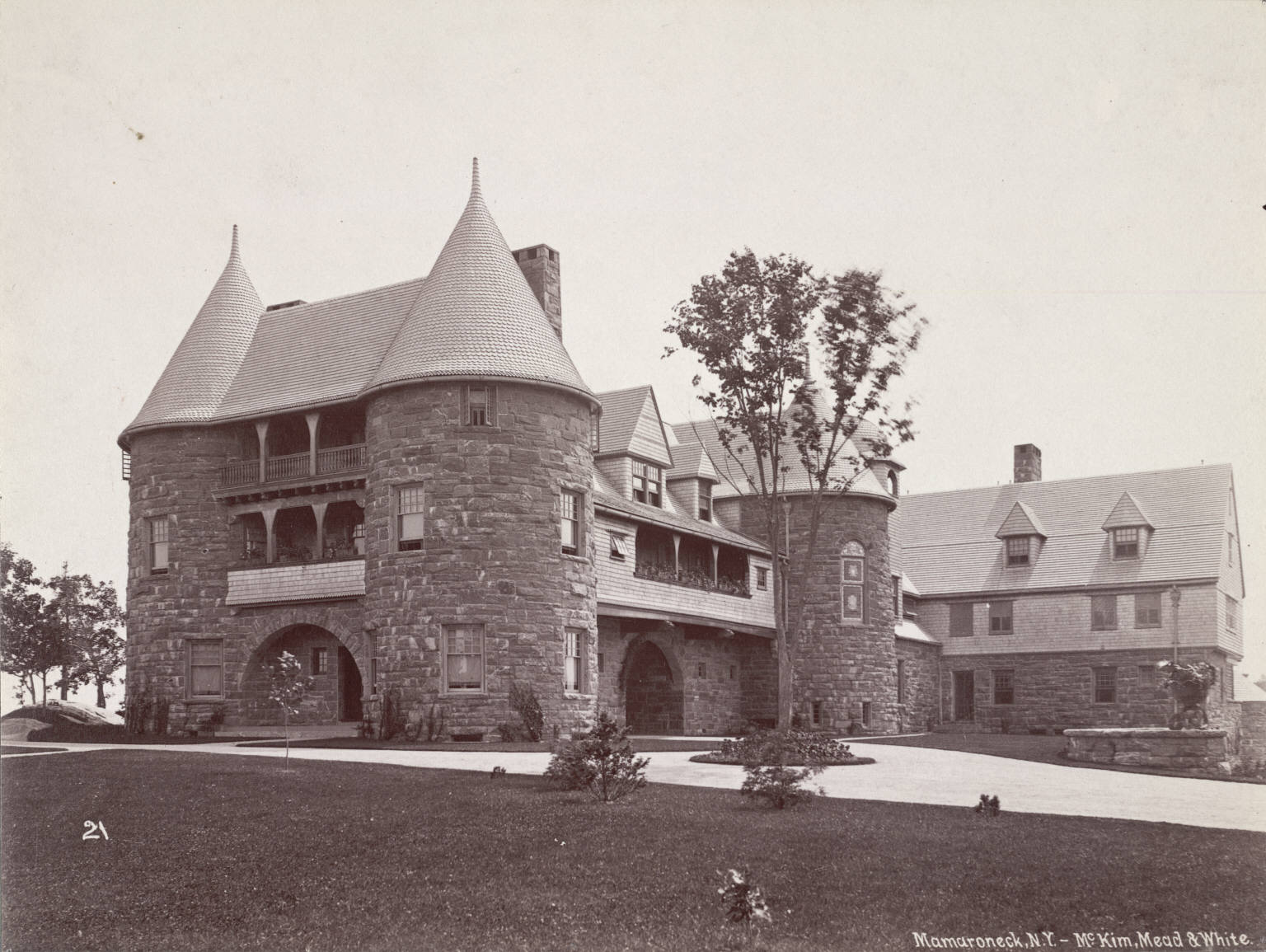
Osborn Residence (rond 1890)
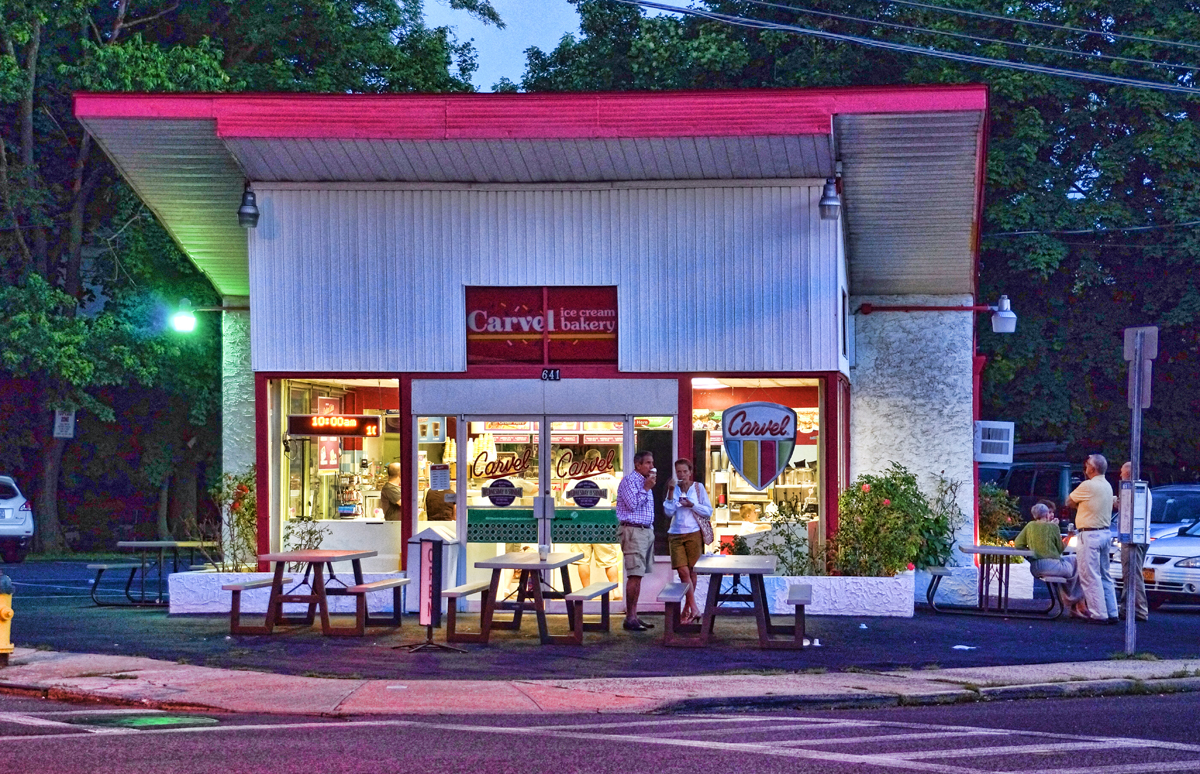
Bakkerij Carvel
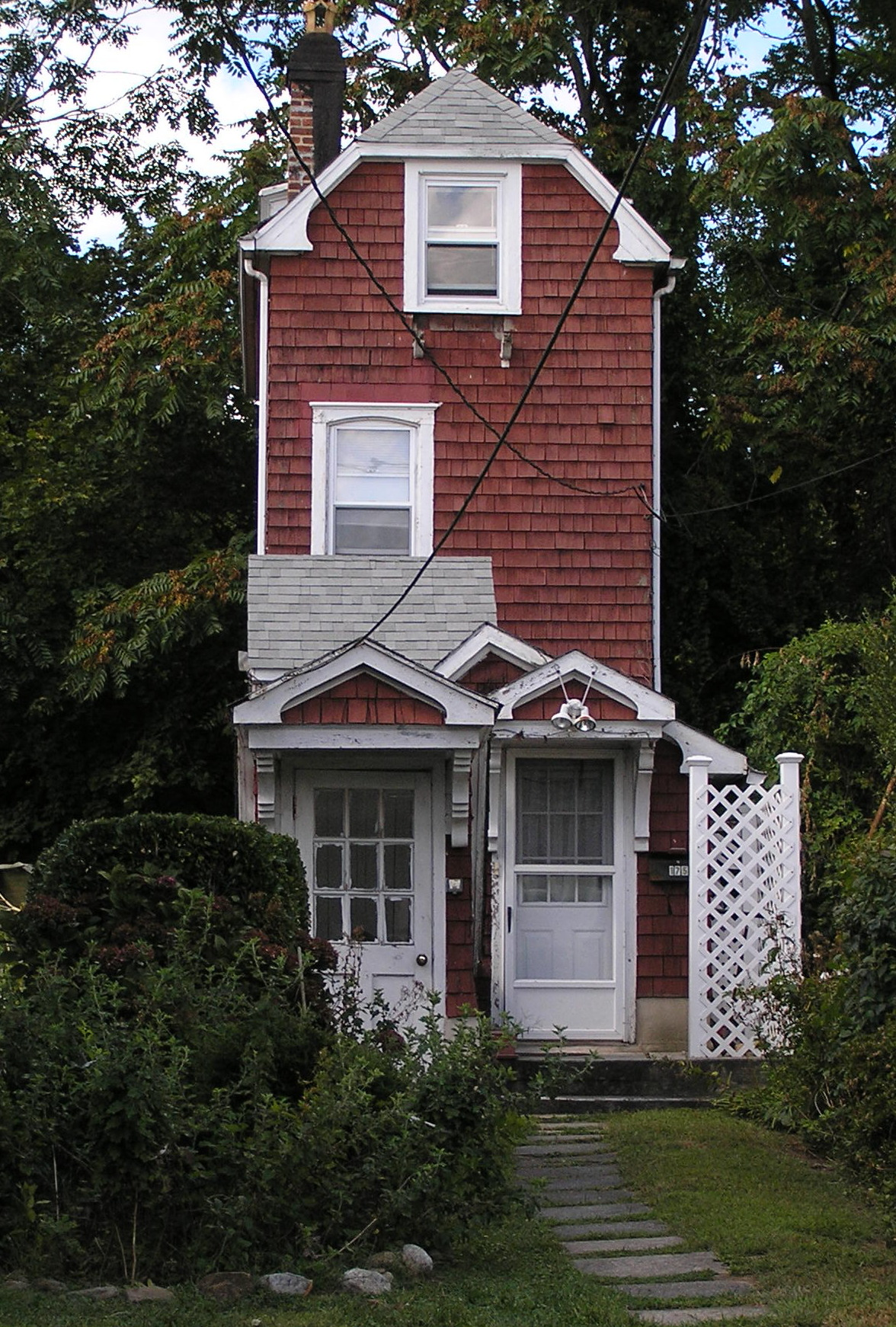
Skinny House